# 電荷密度の混合の仕方
電荷密度の混合の仕方（でんかみつとのこんごうのしかた）はバンド計算において、セルフコンシステントに電子状態計算を繰り返す時、一つ前のイタレーション(Iteration)で求めた電荷密度（方法によってはもっと過去の電荷密度も使用する場合がある）と、現在の電荷密度を適当な方法で混合(Charge mixing)すると、電子状態計算の収束が大幅に加速される場合がある。
混合の方法としては、一つ前の電荷密度と現在の電荷密度を適当な比で混ぜる、単純な混合による方法（線形外挿法とも言う）以外に、アンダーソン法、ブロイデン法、Kerkerの方法などがある。
単純混合の場合、扱う系によって（電子状態計算を収束させるために）混合比に調整が必要である。特に表面系での電子状態計算での混合比は、入力（つまり１イタレーション前）の電荷密度の割合を、バルク系の場合よりずっと多くとる必要がある。
他の方法でもセルフコンシステントな計算の収束の速さは、扱う系や計算条件に依存する（ほとんど効果の出ない場合は適宜、他の方法の採用や計算条件等の変更を行う）。